# آشکارساز ذرات اچ۱

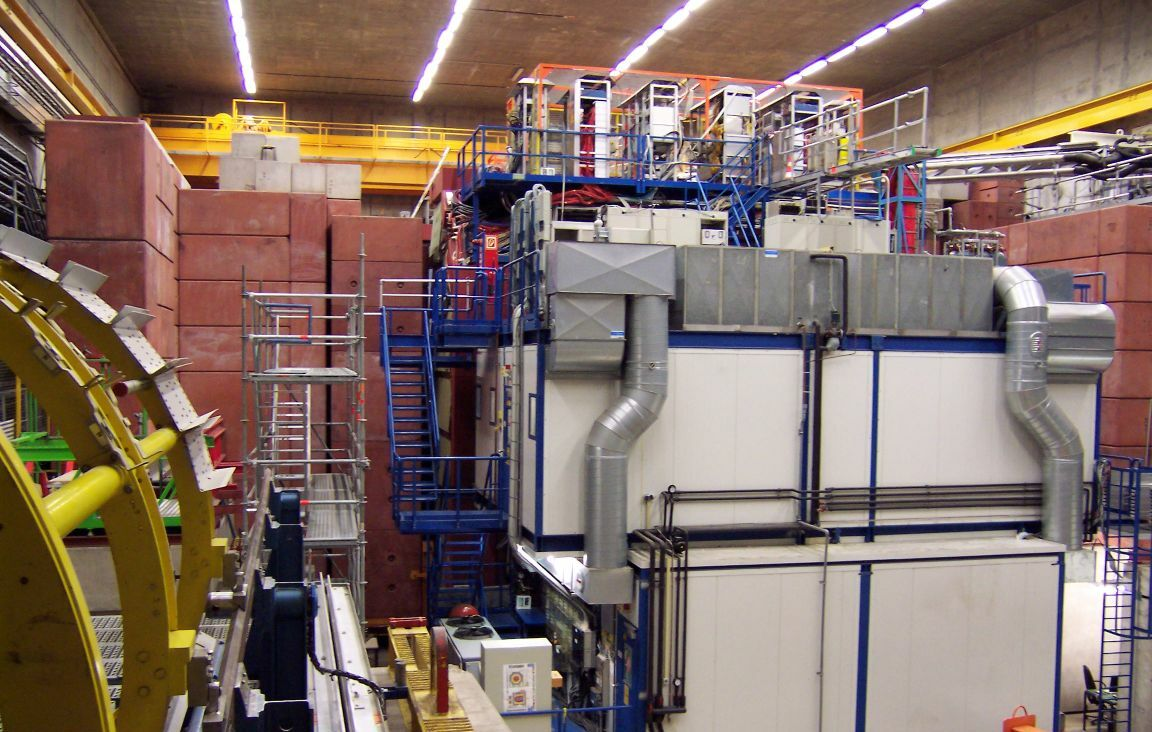
آشکارساز ذره H1 در HERA، هامبورگ. خود آشکارساز در پشت دیوار بتنی تیره قرمز پشت تریلر الکترونیک پنهان است.

اچ ۱، آشکارساز ذره ای بود که در HERA(Hadron Elektron Ring Anlage) در DESY، هامبورگ کار اندازی شد. اولین مطالعات در خصوص اچ۱ در سال ۱۹۸۱ مطرح شد و شناساگر اچ۱ همراه شناساگر HERA در سال ۱۹۹۲ تا ۲۰۰۷ شروع به کار کردند. این شناساگر از تعدادی جزء شناساگر دیگر به بزرگی ۱۰*۱۵*۱۲ متر تشکیل شده بود و وزنی معادل ۲۸۰۰ تن داشت. این دستگاه توسط شناساگرهای بیشتری در هر دو جهت شتاب‌دهندهHERA و توسط تریلر الکترونیکی ای که اندازه ای معادل سه طبقه ارتفاع داشت، همراهی می‌شد.
هدف‌های اصلی فیزیکی اچ۱ جستجو در ساختار درونی پروتون توسط پراکندگی ناکشسان ژرف، اندازه‌گیری بیشتر سطح مقطع برای تحقیق در خصوص اثرهای مقابل بنیادی بین ذرات در خصوص ارزیابی مدل استاندارد ذرات فیزیکی، و هم چنین جستجو برای ذراتی که فراتر از مدل استاندارد بودند.
نام اچ۱ هم برای خود شناساگر مورد استفاده قرار می‌گیرد و هم برای مجموعهٔ فیزیکدانان و تکنسین‌هایی که در این آزمایش‌ها نقش داشتند.

## تاریخچه
ساختار یک شتاب‌دهنده لپتون-پروتون در ۹ مه سال ۱۹۸۰ توسط ECFA پیشنهاد شد. اولین پیشنهاد برای شناساگر اچ۱ در سال ۱۹۸۱ مطرح شد و نامه ای که به قصد آزمایش‌های اچ۱ بود در ۲۸ژوِئن سال ۱۹۸۵ منتشر شد.
اما پیشنهاد فنی شناساگر اچ۱ در ۲۵ مارس ۱۹۸۶ به سرانجام رسید.
شناساگر اچ۱ با اولین برخوردهای HERA در سال ۱۹۹۲قابل استفاده قرار گرفت. اچ۱ در مدت زمان درخشش ارتقا ی HERA برای دوره اجرای HERA-II از سال ۲۰۰۰تا ۲۰۰۳ ارتقا یافت. شناساگر اچ۱ تا زمان خاموشی HERA در ژوئن ۲۰۰۷ داده‌هایی را منتشر می‌کرد و پس از آن برچیده شد.
در حال حاضر تعداد زیادی از اجزای زیر آشکارسازها در HERA hall West در DESY به نمایش گذاشته می‌شوند.HERA North Hall جایی که آشکارساز اچ۱ در آنجا مستقر بود در حال حاضر برای دیگر آزمایش‌های مرتبط با فیزیک ذرات و آزمایش‌های گرانشی که توسط DESY صورت می‌گیرد، مورد استفاده قرار می‌گیرد.
اطلاعات جمع‌آوری شده توسط شناساگر اچ۱ در حال حاضر برای آزمایش‌های آتی (DPHEP) محفوظ اند.
«آزمایش خواهر» که توسط اچ۱ در شتاب‌دهنده HERA انجام شد، آزمایش زئوس است، که شناساگری است با چند هدف که مشابه اهداف فیزیکی اچ۱ است.

## همکاری اچ۱
آزمایش اچ۱ توسط جمعی ۴۰۰ نفره از فیزیکدانان و تکنسین‌هایی از ۴۳ بنیاد در ۱۸ کشور، طراحی و اجرا شده بود. (فهرستی بنیادهای اخیر شرکت کننده)

## شناساگر اچ۱
لپتون‌ها (الکترون‌ها و پوزیترون‌ها) توسط HERA با پروتون‌ها در نقطه تعاملِ اچ۱ برخورد می‌کنند و ذراتی که توسط این برخوردها تولید می‌شوند توسط اجزای شناساگر اچ۱ شناسایی می‌شوند. واکنشی که حاصل می‌شود اغلب به صورت باقیمانده‌های پروتون یا لپتون‌های پراکنده‌است که توسط زیر شناساگرهای متعددی شناسایی می‌شوند.
ترکیبی از اطلاعات آنها امکان شناسایی ذرات تولید شده از واکنش یا حداقل بازسازی کلی سینماتیک واکنش را می‌دهد. این موضوع در عوض اجازه طبقه‌بندی واکنشها را می‌دهد. از مرکز به بیرون، مهم‌ترین سیستم‌های اچ۱ عبارت اند از:
- ردیاب سیلیکون برای تعیین رأس اولیه و ثانویه.
- اتاق جت برای اندازه‌گیری آهنگ‌های ذرات باردار.
- کالری‌متر آرگون مایع (LAr) برای اندازه‌گیری دوش الکترومغناطیسی و هادرونیک.
- کالری‌متر فیبر سرب / جرقه زنی (SpaCal) در جهت عقب برای اندازه‌گیری لپتون پراکنده.
- آهنربای سلونوئیدی ابررسانا برای خم کردن مسیرهای ذرات شارژ.
- آشکارسازهای مون در یوغ مغناطیس آهن اطراف H1 و در جهت رو به جلو.

علاوه بر این سیستم‌ها، اچ۱ تعداد دیگری سیستم کمکی هم دارد، مثل سیستم روشنایی، شناساگرTOF(زمان پرواز) و نمایشگر تابشی. هم چنین به مرور زمان سیستم‌های شناساگر اضافی نیز افزوده شده‌اند تا تمرکز بر فرایندهای خاص فیزیکی بزرگ‌تر، بیشتر شود. برای مثال تجهیزات پیشرفته ای برای فیزیک پراکنده در اعماق تونل HERA اضافه شده‌اند.
در حالی که اچ۱ شناساگر عام پیشنهاد شده‌است، ویژگی اصلی طراحی آن ساختار نامتقارن در خصوص مقابله با افزایش مرکز جرم در چارچوب آزمایشگاهی با توجه به عدم تعادل انرژی زیاد در پرتوهای برخورد داده شده‌است. در جهت جلو (پروتون شایع)، دستگاه‌ها قابلیت نمایش جزئیات بیشتر را دارند تا وضوح بهتری برای اندازه‌گیری پروتون باقی مانده بعد از برخورد توسط لپتون شایع را بدهد. در جهت عقب، جایی که لپتون به‌طور معمول پراکنده می‌شوند، برای بازسازی پراکندگی لپتون‌ها بهینه‌سازی شده‌اند.

## فیزیک به اچ۱ رسید
جالب‌ترین موضوعات فیزیک که در اچ۱ تحت درمان قرار می‌گیرند عبارتند از:
- اندازه‌گیری سطح مقطع واکنش با جریان الکتریکی سبک و خنثی
- مطالعات ساختار پروتون و تعیین توابع توزیع پارکتون کوارک و گلوئون
- آزمایش QCD در تولید جت و ذرات
- تولید کوارک سنگین (جذابیت و پایین)
- تست‌های تئوری الکتریکی
- پراکندگی (فیزیک با مبادله پومرن)
- جستجو برای فیزیک فراتر از مدل استاندارد (به عنوان مثال، زیر ساختار از کوارک‌ها / تماس متقابل، Leptoquarks، مغناطیسی مغناطیسی)